# Spor o Čínu

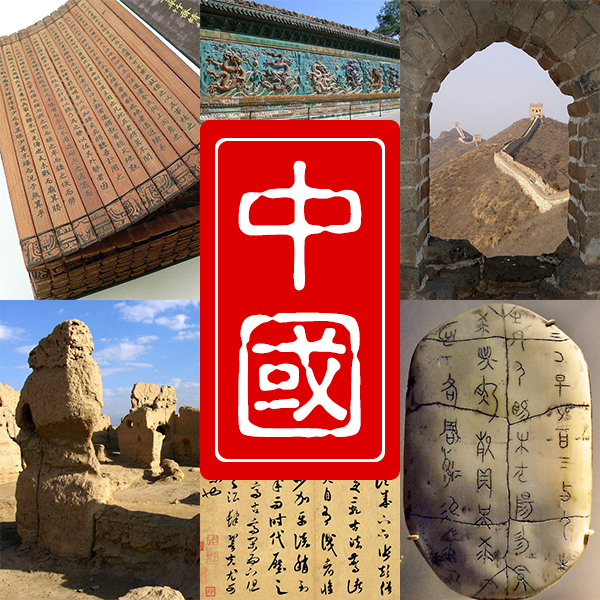
Uprostřed název „Čína“ (země středu) v čínských znacích; shora zleva – bambusová kniha Umění války, Stěna devíti draků v Zakázaném městě, Velká čínská zeď, ruiny nedaleko oázy Turfan, kaligrafie z období dynastie Sung, věštecká kost

Čína (tradiční znaky: 中國, zjednodušené znaky: 中国, hanyu pinyin: Zhōngguó, český přepis: Čung-kuo) je historické území v Asii. Označuje prostor ovládaný čínskými říšemi bez ohledu na to, šlo-li o etnicky čínské dynastie. Tento pojem ovšem neznamená „Říše středu“, jak praví žurnalistické klišé: ve starověku se jím označovaly „ústřední státy“, tedy státy seskupené v Centrální planině, které představovaly tradiční kolébku čínské starověké kultury.[zdroj?] Oním středem se tedy rozumí střed Číny, čínského světa (v rozsahu zhruba dnešní Číny), nikoliv střed světa vůbec.

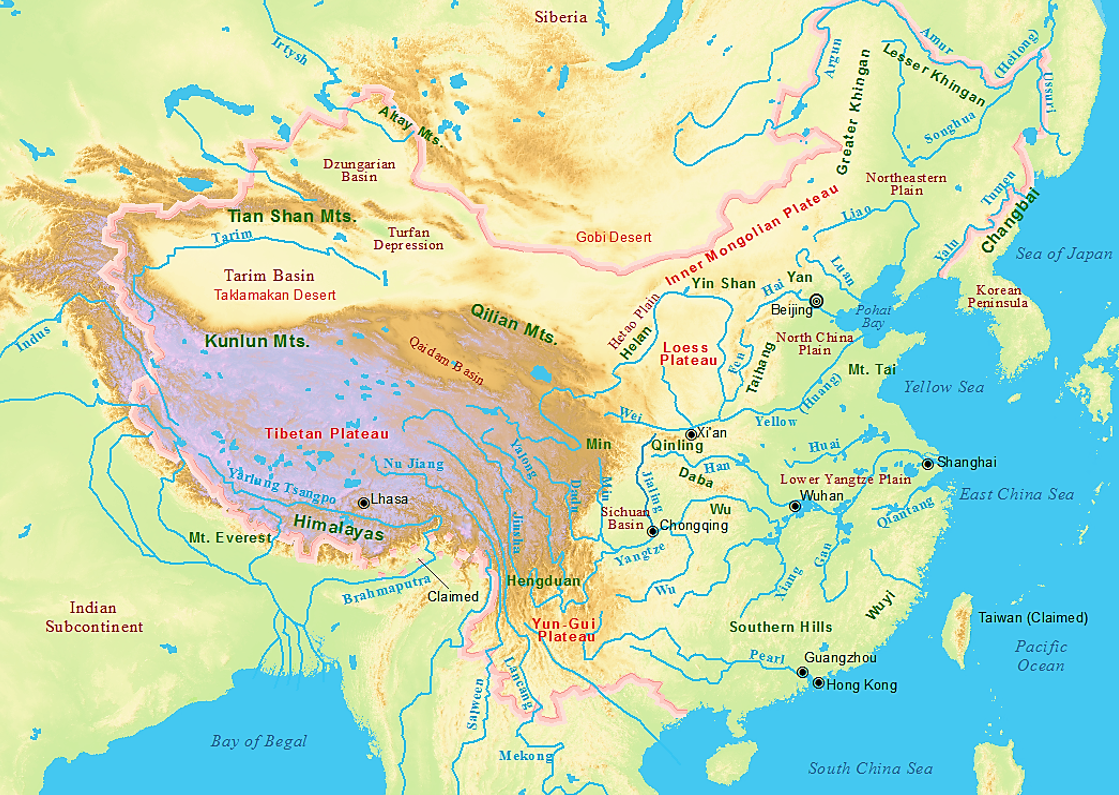
Základní geografické údaje

Od roku 1949, kdy drtivým vítězstvím Čínské lidové osvobozenecké armády skončila čínská občanská válka, existují dva čínské státy, z hlediska zřízení republiky: Čínská lidová republika, nejlidnatější země na světě se supervelmocenskými ambicemi a s hlavním městem Peking, a Čínská republika územně omezená na ostrov Tchaj-wan s hlavním městem Tchaj-pej. V současné době je tak „Čína“ ovládaná převážně Čínskou lidovou republikou (ČLR). Spolu s Čínskou republikou na Tchaj-wanu se obě dvě země od přelomu 40. a 50. let 20. století pokládají za právoplatného nástupce původní „jednotné“ císařské Číny a uznávají existenci pouze jedné jediné Číny – tzv. politika jedné Číny.
V Čínské republice – která je díky převaze Čínské lidové republiky v mezinárodních vztazích oslabena – nicméně postupně sílí hlasy pro nezávislost a zrušení tohoto konceptu. Jak z obav před válečným konfliktem s Čínskou lidovou republikou, která si činí nároky na území Tchaj-wanu, tak i z vnitropolitických důvodů však Tchaj-wan zatím nezávislost nevyhlásil.
Čínská lidová republika má kromě nárokovaného území Čínské republiky také dlouholeté nevyřešené územní nebo hraniční spory i s dalšími s ní sousedícími zeměmi – Japonskem, Indií, Tádžikistánem a KLDR. Dále vede spor o Spratlyho ostrovy s Malajsií, Filipínami, Čínskou republikou, Vietnamem a Brunejí, spor o souostroví Senkaku/Tiao-jü s Japonskem a s Čínskou republikou a spor o námořní hranici s Vietnamem v Tonkinském zálivu. Paracelské ostrovy jsou obsazené ČLR, ale nárokovány Vietnamem a Čínskou republikou. Dalšími problematickými oblastmi jsou Prataské ostrovy a souostroví Čung-ša. Čínská lidová republika rovněž čelí separatistickým hnutím v Tibetu a Ujgurské autonomní oblasti.